# Eleições parlamentares europeias de 1989 no distrito de Santarém
| Eleições parlamentares europeias de 1989 Distritos: Aveiro \| Beja \| Braga \| Bragança \| Castelo Branco \| Coimbra \| Évora \| Faro \| Guarda \| Leiria \| Lisboa \| Portalegre \| Porto \| Santarém \| Setúbal \| Viana do Castelo \| Vila Real \| Viseu \| Açores \| Madeira \| Estrangeiro |

## Resultados por concelho
Os resultados nos concelhos do Distrito de Santarém foram os seguintes:

### Abrantes
| Partido                 | Partido                                         | Votos  | %               | +/-   |
| ----------------------- | ----------------------------------------------- | ------ | --------------- | ----- |
|                         | Partido Socialista                              | 6 863  | 33,62 / 100,00  | 6,82  |
|                         | Partido Social Democrata                        | 5 090  | 24,94 / 100,00  | 6,04  |
|                         | Coligação Democrática Unitária                  | 3 091  | 15,14 / 100,00  | 4,48  |
|                         | Centro Democrático Social                       | 2 403  | 11,77 / 100,00  | 0,84  |
|                         | Partido Popular Monárquico                      | 380    | 1,86 / 100,00   | 0,55  |
|                         | União Democrática Popular                       | 332    | 1,63 / 100,00   | 0,39  |
|                         | Partido Comunista dos Trabalhadores Portugueses | 324    | 1,59 / 100,00   | 1,00  |
|                         | Partido Socialista Revolucionário               | 301    | 1,47 / 100,00   | 0,46  |
|                         | Movimento Democrático Português                 | 236    | 1,16 / 100,00   | 0,74  |
|                         | Outros (com menos de 1,00%)                     | 325    | 1,64 / 100,00   |       |
| Votos Inválidos         | Votos Inválidos                                 | 1 056  | 5,17 / 100,00   | 1,65  |
| Total                   | Total                                           | 20 411 | 100,00 / 100,00 |       |
| Eleitorado/Participação | Eleitorado/Participação                         | 39 507 | 51,66 / 100,00  | 20,08 |

### Alcanena
| Partido                 | Partido                        | Votos  | %               | +/-   |
| ----------------------- | ------------------------------ | ------ | --------------- | ----- |
|                         | Partido Socialista             | 2 016  | 31,63 / 100,00  | 3,42  |
|                         | Partido Social Democrata       | 1 997  | 31,33 / 100,00  | 0,61  |
|                         | Centro Democrático Social      | 1 021  | 16,02 / 100,00  | 2,30  |
|                         | Coligação Democrática Unitária | 734    | 11,52 / 100,00  | 1,49  |
|                         | Partido Popular Monárquico     | 115    | 1,80 / 100,00   | 0,60  |
|                         | Outros (com menos de 1,00%)    | 238    | 3,73 / 100,00   |       |
| Votos Inválidos         | Votos Inválidos                | 253    | 3,97 / 100,00   | 1,12  |
| Total                   | Total                          | 6 374  | 100,00 / 100,00 |       |
| Eleitorado/Participação | Eleitorado/Participação        | 11 840 | 53,83 / 100,00  | 20,99 |

### Almeirim
| Partido                 | Partido                                         | Votos  | %               | +/-   |
| ----------------------- | ----------------------------------------------- | ------ | --------------- | ----- |
|                         | Partido Socialista                              | 2 617  | 33,54 / 100,00  | 7,06  |
|                         | Partido Social Democrata                        | 1 833  | 23,49 / 100,00  | 5,55  |
|                         | Coligação Democrática Unitária                  | 1 763  | 22,60 / 100,00  | 4,62  |
|                         | Centro Democrático Social                       | 761    | 9,75 / 100,00   | 1,20  |
|                         | Partido Popular Monárquico                      | 116    | 1,49 / 100,00   | 0,21  |
|                         | Partido Comunista dos Trabalhadores Portugueses | 93     | 1,19 / 100,00   | 0,68  |
|                         | Movimento Democrático Português                 | 91     | 1,17 / 100,00   | 0,78  |
|                         | Partido Socialista Revolucionário               | 78     | 1,00 / 100,00   | 0,14  |
|                         | Outros (com menos de 1,00%)                     | 159    | 2,04 / 100,00   |       |
| Votos Inválidos         | Votos Inválidos                                 | 291    | 3,73 / 100,00   | 1,22  |
| Total                   | Total                                           | 7 802  | 100,00 / 100,00 |       |
| Eleitorado/Participação | Eleitorado/Participação                         | 17 281 | 45,15 / 100,00  | 26,64 |

### Alpiarça
| Partido                 | Partido                                         | Votos | %               | +/-   |
| ----------------------- | ----------------------------------------------- | ----- | --------------- | ----- |
|                         | Coligação Democrática Unitária                  | 2 341 | 58,98 / 100,00  | 10,16 |
|                         | Partido Socialista                              | 599   | 15,09 / 100,00  | 2,45  |
|                         | Partido Social Democrata                        | 419   | 10,56 / 100,00  | 5,30  |
|                         | Centro Democrático Social                       | 174   | 4,38 / 100,00   | 1,03  |
|                         | Movimento Democrático Português                 | 72    | 1,81 / 100,00   | 1,10  |
|                         | União Democrática Popular                       | 64    | 1,61 / 100,00   | 0,19  |
|                         | Partido Comunista dos Trabalhadores Portugueses | 44    | 1,11 / 100,00   | 0,68  |
|                         | Outros (com menos de 1,00%)                     | 106   | 2,67 / 100,00   |       |
| Votos Inválidos         | Votos Inválidos                                 | 150   | 3,78 / 100,00   | 0,76  |
| Total                   | Total                                           | 3 969 | 100,00 / 100,00 |       |
| Eleitorado/Participação | Eleitorado/Participação                         | 6 725 | 59,02 / 100,00  | 15,87 |

### Benavente
| Partido                 | Partido                                         | Votos  | %               | +/-   |
| ----------------------- | ----------------------------------------------- | ------ | --------------- | ----- |
|                         | Coligação Democrática Unitária                  | 2 238  | 36,97 / 100,00  | 5,21  |
|                         | Partido Socialista                              | 1 486  | 24,55 / 100,00  | 5,57  |
|                         | Partido Social Democrata                        | 1 176  | 19,43 / 100,00  | 4,35  |
|                         | Centro Democrático Social                       | 526    | 8,89 / 100,00   | 0,27  |
|                         | Partido Popular Monárquico                      | 109    | 1,80 / 100,00   | 0,69  |
|                         | Partido Socialista Revolucionário               | 73     | 1,21 / 100,00   | 0,24  |
|                         | Partido Comunista dos Trabalhadores Portugueses | 70     | 1,16 / 100,00   | 0,65  |
|                         | União Democrática Popular                       | 68     | 1,12 / 100,00   | 0,10  |
|                         | Movimento Democrático Português                 | 61     | 1,01 / 100,00   | 0,51  |
|                         | Outros (com menos de 1,00%)                     | 41     | 0,67 / 100,00   |       |
| Votos Inválidos         | Votos Inválidos                                 | 205    | 3,39 / 100,00   | 0,49  |
| Total                   | Total                                           | 6 053  | 100,00 / 100,00 |       |
| Eleitorado/Participação | Eleitorado/Participação                         | 13 963 | 43,35 / 100,00  | 26,20 |

### Cartaxo
| Partido                 | Partido                                         | Votos  | %               | +/-   |
| ----------------------- | ----------------------------------------------- | ------ | --------------- | ----- |
|                         | Partido Socialista                              | 3 562  | 37,67 / 100,00  | 11,05 |
|                         | Partido Social Democrata                        | 2 136  | 22,59 / 100,00  | 5,09  |
|                         | Coligação Democrática Unitária                  | 1 597  | 16,89 / 100,00  | 3,52  |
|                         | Centro Democrático Social                       | 899    | 9,51 / 100,00   | 0,21  |
|                         | Partido Popular Monárquico                      | 172    | 1,82 / 100,00   | 0,62  |
|                         | Movimento Democrático Português                 | 120    | 1,27 / 100,00   | 0,80  |
|                         | Partido Comunista dos Trabalhadores Portugueses | 117    | 1,24 / 100,00   | 0,77  |
|                         | Partido Socialista Revolucionário               | 113    | 1,20 / 100,00   | 0,32  |
|                         | União Democrática Popular                       | 112    | 1,18 / 100,00   | 0,22  |
|                         | Outros (com menos de 1,00%)                     | 139    | 1,47 / 100,00   |       |
| Votos Inválidos         | Votos Inválidos                                 | 489    | 5,17 / 100,00   | 2,05  |
| Total                   | Total                                           | 9 456  | 100,00 / 100,00 |       |
| Eleitorado/Participação | Eleitorado/Participação                         | 18 066 | 52,34 / 100,00  | 21,04 |

### Chamusca
| Partido                 | Partido                                         | Votos  | %               | +/-   |
| ----------------------- | ----------------------------------------------- | ------ | --------------- | ----- |
|                         | Coligação Democrática Unitária                  | 1 533  | 32,52 / 100,00  | 8,80  |
|                         | Partido Socialista                              | 1 264  | 26,81 / 100,00  | 2,88  |
|                         | Partido Social Democrata                        | 862    | 18,29 / 100,00  | 4,64  |
|                         | Centro Democrático Social                       | 457    | 9,69 / 100,00   | 0,32  |
|                         | Partido Comunista dos Trabalhadores Portugueses | 71     | 1,51 / 100,00   | 0,91  |
|                         | União Democrática Popular                       | 66     | 1,40 / 100,00   | 0,29  |
|                         | Partido Socialista Revolucionário               | 60     | 1,27 / 100,00   | 0,17  |
|                         | Movimento Democrático Português                 | 47     | 1,00 / 100,00   | 0,53  |
|                         | Outros (com menos de 1,00%)                     | 111    | 2,35 / 100,00   |       |
| Votos Inválidos         | Votos Inválidos                                 | 243    | 5,15 / 100,00   | 1,49  |
| Total                   | Total                                           | 4 714  | 100,00 / 100,00 |       |
| Eleitorado/Participação | Eleitorado/Participação                         | 10 649 | 44,27 / 100,00  | 25,12 |

### Constância
| Partido                 | Partido                         | Votos | %               | +/-   |
| ----------------------- | ------------------------------- | ----- | --------------- | ----- |
|                         | Partido Socialista              | 689   | 40,08 / 100,00  | 8,99  |
|                         | Partido Social Democrata        | 378   | 21,99 / 100,00  | 6,38  |
|                         | Coligação Democrática Unitária  | 281   | 16,35 / 100,00  | 7,20  |
|                         | Centro Democrático Social       | 168   | 9,77 / 100,00   | 3,54  |
|                         | Partido Popular Monárquico      | 24    | 1,40 / 100,00   | 0,79  |
|                         | Movimento Democrático Português | 23    | 1,34 / 100,00   | 0,73  |
|                         | Outros (com menos de 1,00%)     | 61    | 3,55 / 100,00   |       |
| Votos Inválidos         | Votos Inválidos                 | 95    | 5,53 / 100,00   | 1,50  |
| Total                   | Total                           | 1 719 | 100,00 / 100,00 |       |
| Eleitorado/Participação | Eleitorado/Participação         | 3 197 | 53,77 / 100,00  | 19,20 |

### Coruche
| Partido                 | Partido                                         | Votos  | %               | +/-   |
| ----------------------- | ----------------------------------------------- | ------ | --------------- | ----- |
|                         | Coligação Democrática Unitária                  | 4 459  | 42,90 / 100,00  | 7,93  |
|                         | Partido Socialista                              | 2 276  | 21,90 / 100,00  | 5,86  |
|                         | Partido Social Democrata                        | 1 969  | 18,94 / 100,00  | 4,08  |
|                         | Centro Democrático Social                       | 679    | 6,53 / 100,00   | 1,10  |
|                         | Partido Popular Monárquico                      | 174    | 1,67 / 100,00   | 0,19  |
|                         | Partido Comunista dos Trabalhadores Portugueses | 147    | 1,41 / 100,00   | 0,96  |
|                         | Partido Socialista Revolucionário               | 109    | 1,05 / 100,00   | 0,54  |
|                         | Outros (com menos de 1,00%)                     | 240    | 2,30 / 100,00   |       |
| Votos Inválidos         | Votos Inválidos                                 | 342    | 3,29 / 100,00   | 0,65  |
| Total                   | Total                                           | 10 395 | 100,00 / 100,00 |       |
| Eleitorado/Participação | Eleitorado/Participação                         | 21 278 | 48,85 / 100,00  | 21,72 |

### Entroncamento
| Partido                 | Partido                         | Votos  | %               | +/-   |
| ----------------------- | ------------------------------- | ------ | --------------- | ----- |
|                         | Partido Socialista              | 2 443  | 39,23 / 100,00  | 6,94  |
|                         | Partido Social Democrata        | 1 399  | 22,47 / 100,00  | 6,11  |
|                         | Coligação Democrática Unitária  | 885    | 14,21 / 100,00  | 4,37  |
|                         | Centro Democrático Social       | 708    | 11,37 / 100,00  | 1,15  |
|                         | Partido Popular Monárquico      | 146    | 2,34 / 100,00   | 0,74  |
|                         | Movimento Democrático Português | 125    | 2,01 / 100,00   | 1,56  |
|                         | União Democrática Popular       | 105    | 1,69 / 100,00   | 0,64  |
|                         | Outros (com menos de 1,00%)     | 159    | 2,56 / 100,00   |       |
| Votos Inválidos         | Votos Inválidos                 | 257    | 4,13 / 100,00   | 1,98  |
| Total                   | Total                           | 6 227  | 100,00 / 100,00 |       |
| Eleitorado/Participação | Eleitorado/Participação         | 11 143 | 55,88 / 100,00  | 18,32 |

### Ferreira do Zêzere
| Partido                 | Partido                        | Votos | %               | +/-   |
| ----------------------- | ------------------------------ | ----- | --------------- | ----- |
|                         | Partido Social Democrata       | 2 703 | 57,01 / 100,00  | 5,47  |
|                         | Partido Socialista             | 889   | 18,75 / 100,00  | 5,28  |
|                         | Centro Democrático Social      | 622   | 13,12 / 100,00  | 0,23  |
|                         | Coligação Democrática Unitária | 93    | 1,96 / 100,00   | 0,42  |
|                         | Partido da Democracia Cristã   | 50    | 1,05 / 100,00   | 0,04  |
|                         | Outros (com menos de 1,00%)    | 171   | 3,61 / 100,00   |       |
| Votos Inválidos         | Votos Inválidos                | 213   | 4,49 / 100,00   | 0,69  |
| Total                   | Total                          | 4 741 | 100,00 / 100,00 |       |
| Eleitorado/Participação | Eleitorado/Participação        | 9 194 | 51,57 / 100,00  | 20,46 |

### Golegã
| Partido                 | Partido                                         | Votos | %               | +/-     |
| ----------------------- | ----------------------------------------------- | ----- | --------------- | ------- |
|                         | Partido Socialista                              | 756   | 29,61 / 100,00  | 6,10    |
|                         | Coligação Democrática Unitária                  | 605   | 23,70 / 100,00  | 5,00    |
|                         | Partido Social Democrata                        | 559   | 21,90 / 100,00  | 2,49    |
|                         | Centro Democrático Social                       | 288   | 11,28 / 100,00  | 0,10    |
|                         | Partido Comunista dos Trabalhadores Portugueses | 49    | 1,92 / 100,00   | 1,13    |
|                         | Movimento Democrático Português                 | 46    | 1,80 / 100,00   | 0,70    |
|                         | Partido Popular Monárquico                      | 39    | 1,53 / 100,00   | 0,22    |
|                         | Partido Socialista Revolucionário               | 32    | 1,25 / 100,00   | Estável |
|                         | União Democrática Popular                       | 29    | 1,14 / 100,00   | 0,66    |
|                         | Outros (com menos de 1,00%)                     | 27    | 1,06 / 100,00   |         |
| Votos Inválidos         | Votos Inválidos                                 | 123   | 4,82 / 100,00   | 1,96    |
| Total                   | Total                                           | 2 553 | 100,00 / 100,00 |         |
| Eleitorado/Participação | Eleitorado/Participação                         | 4 795 | 53,24 / 100,00  | 22,53   |

### Mação
| Partido                 | Partido                           | Votos  | %               | +/-   |
| ----------------------- | --------------------------------- | ------ | --------------- | ----- |
|                         | Partido Social Democrata          | 2 865  | 46,80 / 100,00  | 4,49  |
|                         | Partido Socialista                | 1 473  | 24,06 / 100,00  | 5,41  |
|                         | Centro Democrático Social         | 856    | 13,98 / 100,00  | 1,34  |
|                         | Coligação Democrática Unitária    | 235    | 3,84 / 100,00   | 0,79  |
|                         | Partido Popular Monárquico        | 85     | 1,39 / 100,00   | 0,59  |
|                         | Partido da Democracia Cristã      | 79     | 1,29 / 100,00   | 0,42  |
|                         | Partido Socialista Revolucionário | 71     | 1,16 / 100,00   | 0,53  |
|                         | Movimento Democrático Português   | 67     | 1,09 / 100,00   | 0,81  |
|                         | Outros (com menos de 1,00%)       | 117    | 1,91 / 100,00   |       |
| Votos Inválidos         | Votos Inválidos                   | 274    | 4,48 / 100,00   | 0,72  |
| Total                   | Total                             | 6 122  | 100,00 / 100,00 |       |
| Eleitorado/Participação | Eleitorado/Participação           | 10 026 | 61,06 / 100,00  | 14,95 |

### Ourém
| Partido                 | Partido                        | Votos  | %               | +/-   |
| ----------------------- | ------------------------------ | ------ | --------------- | ----- |
|                         | Partido Social Democrata       | 10 216 | 58,15 / 100,00  | 1,56  |
|                         | Centro Democrático Social      | 3 672  | 20,90 / 100,00  | 5,09  |
|                         | Partido Socialista             | 2 151  | 12,24 / 100,00  | 3,02  |
|                         | Coligação Democrática Unitária | 320    | 1,82 / 100,00   | 0,76  |
|                         | Partido da Democracia Cristã   | 181    | 1,03 / 100,00   | 0,03  |
|                         | Outros (com menos de 1,00%)    | 530    | 3,02 / 100,00   |       |
| Votos Inválidos         | Votos Inválidos                | 497    | 2,83 / 100,00   | 0,14  |
| Total                   | Total                          | 17 567 | 100,00 / 100,00 |       |
| Eleitorado/Participação | Eleitorado/Participação        | 34 068 | 51,56 / 100,00  | 24,35 |

### Rio Maior
| Partido                 | Partido                        | Votos  | %               | +/-   |
| ----------------------- | ------------------------------ | ------ | --------------- | ----- |
|                         | Partido Social Democrata       | 3 157  | 42,39 / 100,00  | 10,82 |
|                         | Partido Socialista             | 1 952  | 26,21 / 100,00  | 7,86  |
|                         | Centro Democrático Social      | 1 367  | 18,36 / 100,00  | 1,81  |
|                         | Coligação Democrática Unitária | 275    | 3,69 / 100,00   | 0,87  |
|                         | Partido Popular Monárquico     | 138    | 1,85 / 100,00   | 0,40  |
|                         | Outros (com menos de 1,00%)    | 254    | 3,41 / 100,00   |       |
| Votos Inválidos         | Votos Inválidos                | 304    | 4,08 / 100,00   | 1,43  |
| Total                   | Total                          | 7 447  | 100,00 / 100,00 |       |
| Eleitorado/Participação | Eleitorado/Participação        | 16 845 | 44,21 / 100,00  | 31,13 |

### Salvaterra de Magos
| Partido                 | Partido                                         | Votos  | %               | +/-   |
| ----------------------- | ----------------------------------------------- | ------ | --------------- | ----- |
|                         | Partido Socialista                              | 1 918  | 35,59 / 100,00  | 9,13  |
|                         | Partido Social Democrata                        | 1 203  | 22,32 / 100,00  | 5,77  |
|                         | Coligação Democrática Unitária                  | 1 105  | 20,50 / 100,00  | 3,93  |
|                         | Centro Democrático Social                       | 440    | 8,16 / 100,00   | 0,51  |
|                         | Partido Popular Monárquico                      | 103    | 1,91 / 100,00   | 0,21  |
|                         | Partido Comunista dos Trabalhadores Portugueses | 95     | 1,76 / 100,00   | 1,19  |
|                         | Partido Socialista Revolucionário               | 81     | 1,50 / 100,00   | 0,43  |
|                         | União Democrática Popular                       | 54     | 1,00 / 100,00   | 0,09  |
|                         | Outros (com menos de 1,00%)                     | 132    | 2,46 / 100,00   |       |
| Votos Inválidos         | Votos Inválidos                                 | 258    | 4,79 / 100,00   | 1,25  |
| Total                   | Total                                           | 5 389  | 100,00 / 100,00 |       |
| Eleitorado/Participação | Eleitorado/Participação                         | 15 478 | 34,82 / 100,00  | 30,39 |

### Santarém
| Partido                 | Partido                         | Votos  | %               | +/-   |
| ----------------------- | ------------------------------- | ------ | --------------- | ----- |
|                         | Partido Socialista              | 8 474  | 33,93 / 100,00  | 5,88  |
|                         | Partido Social Democrata        | 6 977  | 27,93 / 100,00  | 4,66  |
|                         | Coligação Democrática Unitária  | 3 465  | 13,87 / 100,00  | 3,35  |
|                         | Centro Democrático Social       | 3 178  | 12,72 / 100,00  | 0,32  |
|                         | Partido Popular Monárquico      | 578    | 2,31 / 100,00   | 0,74  |
|                         | Movimento Democrático Português | 344    | 1,38 / 100,00   | 0,75  |
|                         | Outros (com menos de 1,00%)     | 957    | 3,83 / 100,00   |       |
| Votos Inválidos         | Votos Inválidos                 | 1 004  | 4,02 / 100,00   | 1,08  |
| Total                   | Total                           | 24 977 | 100,00 / 100,00 |       |
| Eleitorado/Participação | Eleitorado/Participação         | 51 308 | 48,68 / 100,00  | 25,24 |

### Sardoal
| Partido                 | Partido                                         | Votos | %               | +/-   |
| ----------------------- | ----------------------------------------------- | ----- | --------------- | ----- |
|                         | Partido Social Democrata                        | 779   | 32,76 / 100,00  | 11,87 |
|                         | Partido Socialista                              | 755   | 31,75 / 100,00  | 9,11  |
|                         | Centro Democrático Social                       | 382   | 16,06 / 100,00  | 3,11  |
|                         | Coligação Democrática Unitária                  | 97    | 4,08 / 100,00   | 0,78  |
|                         | Partido Popular Monárquico                      | 38    | 1,60 / 100,00   | 0,41  |
|                         | Movimento Democrático Português                 | 35    | 1,47 / 100,00   | 1,04  |
|                         | Partido Comunista dos Trabalhadores Portugueses | 29    | 1,22 / 100,00   | 0,99  |
|                         | Partido da Democracia Cristã                    | 25    | 1,05 / 100,00   | 0,04  |
|                         | Partido Socialista Revolucionário               | 24    | 1,01 / 100,00   | 0,01  |
|                         | Outros (com menos de 1,00%)                     | 39    | 1,64 / 100,00   |       |
| Votos Inválidos         | Votos Inválidos                                 | 175   | 7,36 / 100,00   | 2,38  |
| Total                   | Total                                           | 2 378 | 100,00 / 100,00 |       |
| Eleitorado/Participação | Eleitorado/Participação                         | 3 960 | 60,05 / 100,00  | 17,27 |

### Tomar
| Partido                 | Partido                         | Votos  | %               | +/-   |
| ----------------------- | ------------------------------- | ------ | --------------- | ----- |
|                         | Partido Social Democrata        | 7 565  | 37,50 / 100,00  | 6,28  |
|                         | Partido Socialista              | 5 816  | 28,83 / 100,00  | 7,83  |
|                         | Centro Democrático Social       | 3 147  | 15,60 / 100,00  | 1,43  |
|                         | Coligação Democrática Unitária  | 1 227  | 6,08 / 100,00   | 1,49  |
|                         | Partido Popular Monárquico      | 383    | 1,90 / 100,00   | 0,46  |
|                         | Movimento Democrático Português | 217    | 1,08 / 100,00   | 0,70  |
|                         | Partido da Democracia Cristã    | 208    | 1,03 / 100,00   | 0,13  |
|                         | Outros (com menos de 1,00%)     | 527    | 2,60 / 100,00   |       |
| Votos Inválidos         | Votos Inválidos                 | 1 085  | 5,38 / 100,00   | 1,95  |
| Total                   | Total                           | 20 175 | 100,00 / 100,00 |       |
| Eleitorado/Participação | Eleitorado/Participação         | 38 680 | 52,16 / 100,00  | 19,80 |

### Torres Novas
| Partido                 | Partido                         | Votos  | %               | +/-   |
| ----------------------- | ------------------------------- | ------ | --------------- | ----- |
|                         | Partido Social Democrata        | 4 656  | 30,10 / 100,00  | 5,79  |
|                         | Partido Socialista              | 4 631  | 29,93 / 100,00  | 3,51  |
|                         | Coligação Democrática Unitária  | 2 387  | 15,43 / 100,00  | 4,69  |
|                         | Centro Democrático Social       | 1 700  | 10,99 / 100,00  | 0,80  |
|                         | Movimento Democrático Português | 286    | 1,85 / 100,00   | 1,26  |
|                         | Partido Popular Monárquico      | 252    | 1,63 / 100,00   | 0,45  |
|                         | União Democrática Popular       | 222    | 1,43 / 100,00   | 0,47  |
|                         | Outros (com menos de 1,00%)     | 540    | 3,48 / 100,00   |       |
| Votos Inválidos         | Votos Inválidos                 | 797    | 5,15 / 100,00   | 1,92  |
| Total                   | Total                           | 15 471 | 100,00 / 100,00 |       |
| Eleitorado/Participação | Eleitorado/Participação         | 31 226 | 49,55 / 100,00  | 21,22 |

### Vila Nova da Barquinha
| Partido                 | Partido                           | Votos | %               | +/-   |
| ----------------------- | --------------------------------- | ----- | --------------- | ----- |
|                         | Partido Socialista                | 1 241 | 35,62 / 100,00  | 9,33  |
|                         | Partido Social Democrata          | 801   | 22,99 / 100,00  | 10,46 |
|                         | Coligação Democrática Unitária    | 468   | 13,43 / 100,00  | 5,40  |
|                         | Centro Democrático Social         | 436   | 12,51 / 100,00  | 1,39  |
|                         | União Democrática Popular         | 91    | 2,61 / 100,00   | 1,46  |
|                         | Partido Popular Monárquico        | 85    | 2,44 / 100,00   | 0,48  |
|                         | Movimento Democrático Português   | 41    | 1,18 / 100,00   | 0,75  |
|                         | Partido Socialista Revolucionário | 40    | 1,15 / 100,00   | 0,49  |
|                         | Partido da Democracia Cristã      | 37    | 1,06 / 100,00   | 0,19  |
|                         | Outros (com menos de 1,00%)       | 51    | 1,47 / 100,00   |       |
| Votos Inválidos         | Votos Inválidos                   | 193   | 5,54 / 100,00   | 2,98  |
| Total                   | Total                             | 3 484 | 100,00 / 100,00 |       |
| Eleitorado/Participação | Eleitorado/Participação           | 6 483 | 53,74 / 100,00  | 20,28 |